# Hans Dürer
Hans Dürer (ur. 21 lutego 1490 w Norymberdze, zm. około 1534 w Krakowie) – niemiecki malarz, rysownik i grafik epoki renesansu.

## Życiorys
Hans Dürer był młodszym bratem Albrechta Dürera i posiadał jeszcze 16 rodzeństwa. Wszystko wskazuje na to, że terminował w warsztacie swego brata. Po śmierci ojca w listopadzie 1502 roku został przyjęty przez brata Albrechta i rozpoczął praktykę malarską w swoim warsztacie. Najpóźniej w 1503 roku zetknął się z malarzami Hansem Baldungiem i Hansem Schäufeleinem, którzy również pracowali tam jako czeladnicy, co zapewne znacząco wpłynęło na jego rozwój artystyczny. Wiadomo o jego współpracy przy ołtarzu Hellera (obecnie w Muzeum Historycznym we Frankfurcie nad Menem, w którym malował sceny ze skrzydeł i otrzymał napiwek w wysokości dwóch guldenów.
W 1527 lub 1529 roku zaproszono go do Krakowa, gdzie został wkrótce malarzem dworskim króla Zygmunta I, który opłacał mu podstawowe tygodniowe wynagrodzenie w wysokości jednego guldena. Dodatkowa praca była wynagradzana osobno. Po zatrudnieniu przez króla Hans Durer zajmował się wraz z Georgiem Penczem malowaniem polichromii na zamku na Wawelu w Krakowie.
Jego autorstwa była wykonana w 1534 roku niezachowana dekoracja malarska Bramy Berecciego na Wawelu przedstawiająca Świętego Wacława i Świętego Floriana, a na I piętrze między oknami czterech postaci podpisanych LIBERTAS, RELIGIO, IVSTITIA i FORTITUDO. Także na II piętrze bramy znajdowały się dekoracje ze "znakami wojennymi".
Cechą charakterystyczną malarstwa Hansa Dürera jest bogata kolorystyka szat. W przeciwieństwie do twórczości jego brata, zachowało się stosunkowo niewiele dzieł Hansa. W 1999 wystawiono na aukcję jego obraz przedstawiający świętego Jerzego. 
Najpóźniej w 1534 roku Hans był mocno zadłużony. Zachorował i był całkowicie niezdolny do pracy. Jego śmierć odnotowana jest w księgach rachunkowych z tego samego roku, bez podania dokładnej daty. 

## Wybrane dzieła

### Prawdopodobnie autentyczne prace
- Pałac Biskupa Erazma Ciołka (Oddział Muzeum Narodowego w Krakowie)
  - Obraz przedstawiający św. Hieronima
- Paryż, Musée National du Louvre (Cabinet des Designs)
  - Sąd Ostateczny (Rysunek)
- Wenecja, Pałac Ca' d'Oro
  - Święty Hieronim, 1530
- Kraków, Wawel
  - Sala Ambasadorów na Zamku Krakowskim, 1532, „Fryz ścienny z przedstawieniem życia ludzkiego”
- Muzeum Narodowe w Warszawie
  - Portret króla Zygmunta z profilu, 1530 (przypisane)

### Atrybucje przypuszczalne
- Galeria Narodowa w Pradze
  - Obraz przedstawiający św. Hieronima na tle krajobrazu (przypuszczalnie)
- Muzeum Narodowe w Warszawie
  - Chrystus niosący Krzyż, 1522 (przypuszczalnie)
- Kościół św. Jakuba w Nysie
  - Matka Boska i czternastu wspomożycieli (1524)
- Compton Verney Art Gallery w Warwick
  - Św. Krzysztof
  - Św. Jerzy
  - Św. Katarzyna (przypuszczalnie)
  - Św. Barbara (przypuszczalnie)
- Rijksmusem Twenthe w Enschede
  - Ołtarz skrzydłowy przedstawiający Świętą Rodzinę, 1515 (przypuszczalnie)

### Miejsce pobytu nieznane
- Święta Rodzina, 1518 (ostatnio w zamku Weissenstein w Pommersfelden)
- Św. Krzysztof (25 maja 1999 sprzedany na aukcji w domu aukcyjnym Christie's w Nowym Jorku)
- Zwiastowanie (licytacja w Monachium 9 grudnia 1992 r.)
- Chrystus przy Słupie z Maryją i Janem (przypisane – wystawione na aukcji w Lempertz w Kolonii 15 maja 1993 r.)

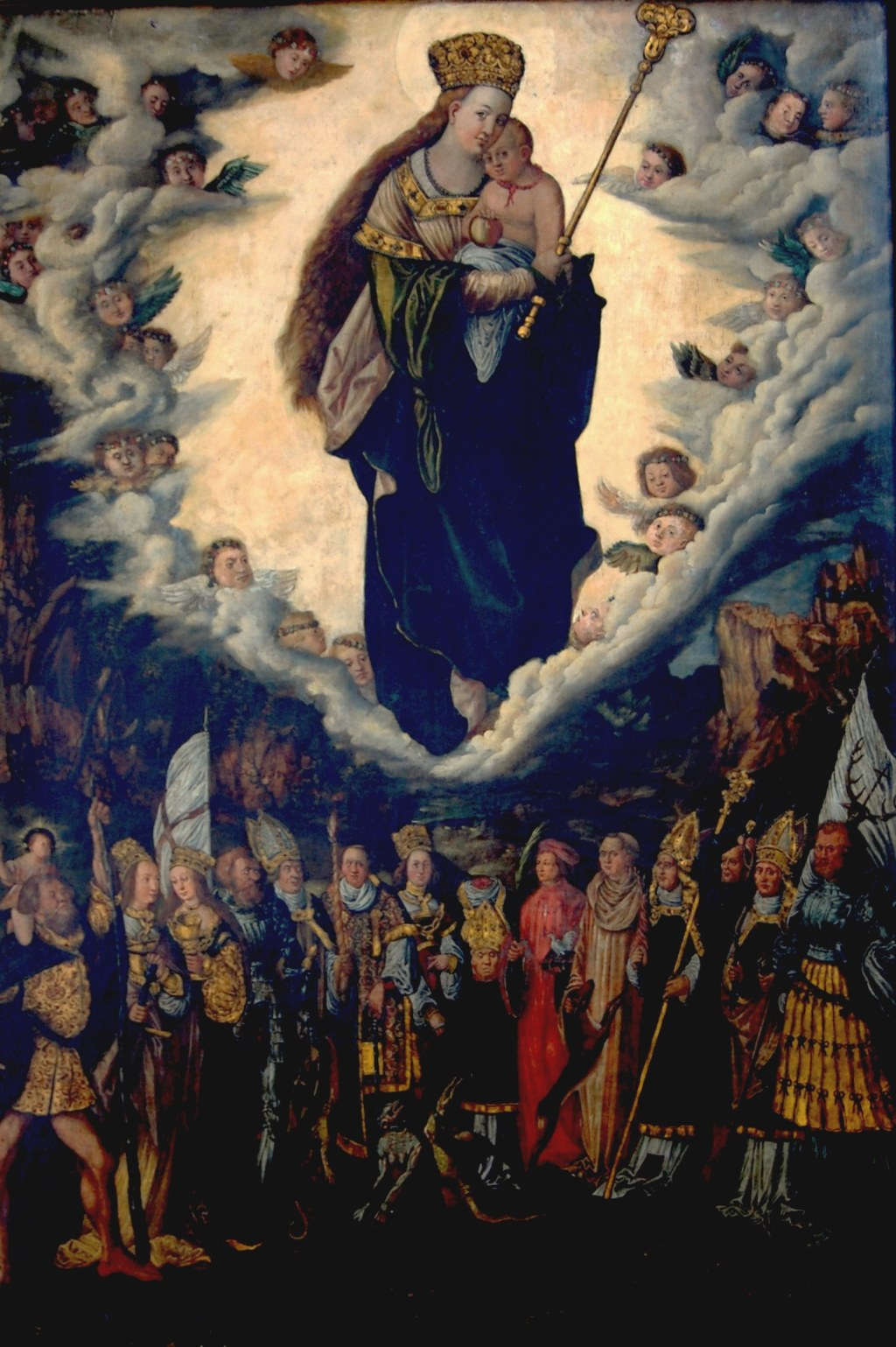
Malarstwo na desce. H. Dürer - Matka Boska i czternastu wspomożycieli (1524) - Nysa
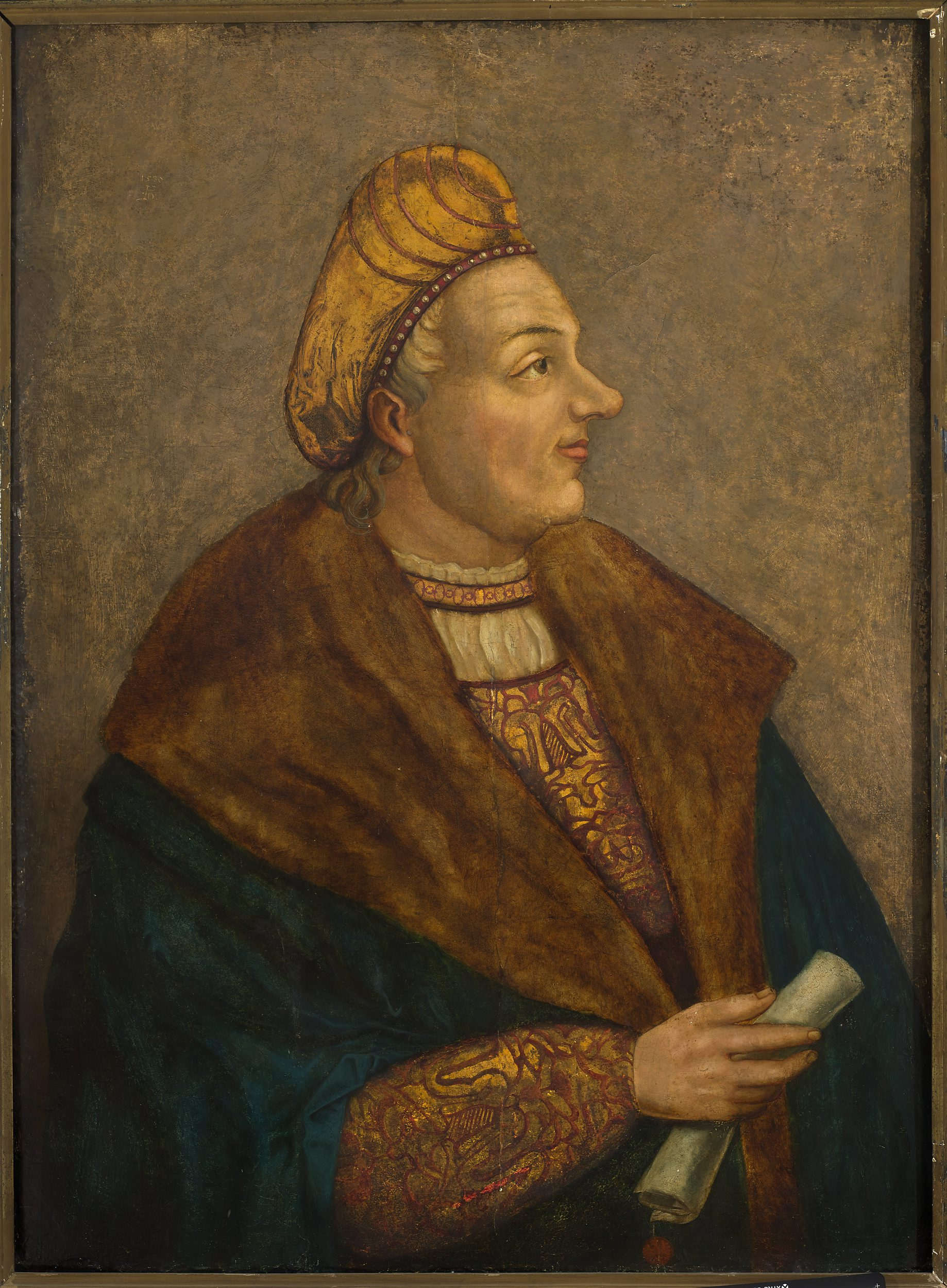
Zygmunt I Stary (Muzeum Narodowe w Warszawie)
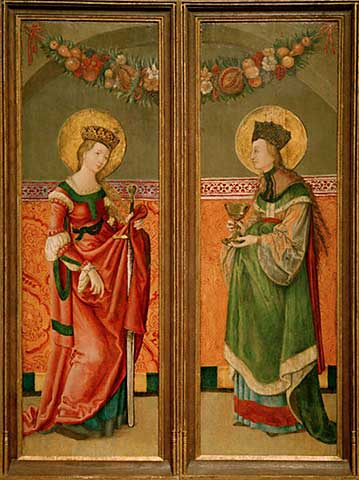
Św. Katarzyna i Św. Barbara (Warwick)
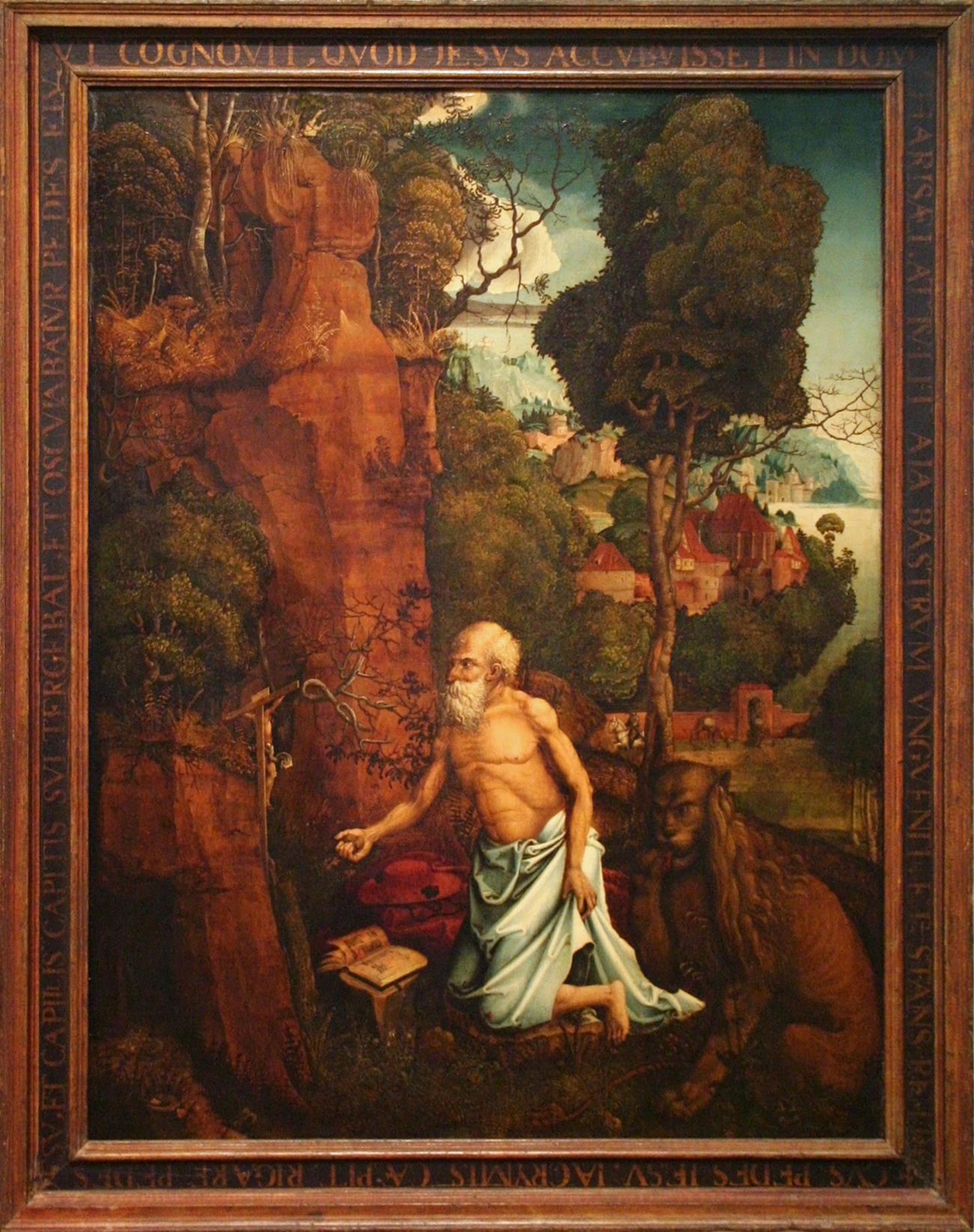
Św. Hieronim (Muzeum w Pradze)
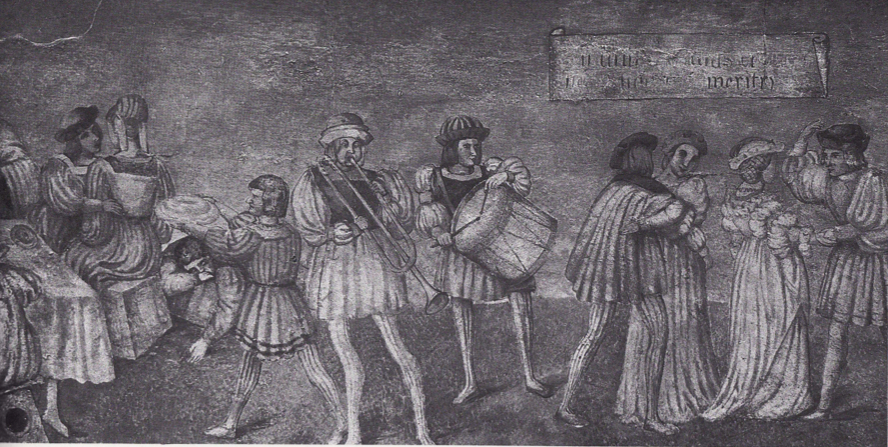
Tancerze (Zamek na Wawelu)